# マービン・アンダーソン
マービン・アンダーソン（Marvin Anderson、1982年5月12日 ‐ ）は、ジャマイカ・トレローニー教区出身で短距離走が専門の元陸上競技選手。4×100mリレーの元ジャマイカ記録保持者。2007年大阪世界選手権男子4×100mリレーの銀メダリストである。

## 経歴

### 2000年
10月にサンティアゴで開催された世界ジュニア選手権に出場すると、男子200mの2次予選を20秒94（-0.2）、準決勝を20秒84（+1.2）と、ともに自己ベスト（当時）で突破したが、決勝では21秒06（+1.3）とタイムを落とし6位に終わった。4×100mリレーでは予選と決勝の両レースでアンカーを務めると、マイケル・フレイター、オマー・ブラウン、ウィンストン・スミス、アンダーソンのオーダーで臨んだ決勝は40秒07をマークしての5位に貢献した。

### 2001年
チャンプス（ジャマイカの高校選手権）の男子100mと200mで優勝し、この年のジャマイカ高校最優秀選手（Jamaican High School Athlete of the Year）に選出された。

### 2007年
7月にリオデジャネイロで開催されたパンアメリカン競技大会の男子200mに出場すると、決勝では20秒37（+0.8）をマークして優勝したブレンダン・クリスチャンに0秒01差で敗れ、惜しくもシニアの主要国際大会初タイトルを逃した。8-9月の大阪世界選手権でシニアの世界大会デビューを果たすと、男子200mの2次予選を20秒13（+0.9）、準決勝を20秒06（-0.4）と、ともに自己ベストで突破。初出場ながらファイナリストになったが、決勝では20秒28（-0.8）とタイムを落として6位に終わった。4×100mリレーには決勝のみ出場すると、アンダーソン、ウサイン・ボルト、ネスタ・カーター、アサファ・パウエルのオーダーで臨みジャマイカ記録（当時）となる37秒89をマーク。アメリカ（37秒78）には敗れたものの2位に入り、世界選手権男子4×100mリレーでは1987年ローマ大会（銅メダル）以来、20年ぶりとなるジャマイカ勢のメダル獲得に貢献した。

### 2008年
8月の北京オリンピックでオリンピック初出場を果たすと、男子200mの1次予選を20秒85（-0.4）の組3着で突破。しかし、1次予選で負傷した影響で、2次予選は走ったものの途中棄権した。

### 2009年
6月のジャマイカ選手権男子100m決勝で10秒07（-0.2）をマークして4位、200m決勝では20秒63（-2.4）をマークして3位に入り、8月のベルリン世界選手権代表に選出された。ところが、ジャマイカ選手権のドーピング検査において、ジャマイカの国内機関では禁止されている興奮剤（4-メチル-2-ヘキサンアミン）に陽性反応を示した。この興奮剤は世界アンチ・ドーピング機関の禁止薬物リストには入っていなかったが、ジャマイカ陸上競技連盟はドーピングに関する聞き取り調査を終えていないとし、陽性反応を示したアンダーソンおよびヨハン・ブレークらの5選手をベルリン世界選手権に出場させないことを決めた。9月にはアンダーソンを含む4選手に3ヶ月間の資格停止処分が下った。

### 2015年
2013年以降は右脛骨疲労骨折のためシーズンの大半を棒に振るなど怪我に苦しみ、10月22日に現役引退を表明した。

## 自己ベスト
記録欄の（　）内の数字は風速（m/s）で、+は追い風、-は向かい風を意味する。
| 種目 | 記録           | 年月日        | 場所               | 備考           |
| 屋外 | 屋外           | 屋外          | 屋外               | 屋外           |
| ---- | -------------- | ------------- | ------------------ | -------------- |
| 100m | 10秒11 (-0.1)  | 2008年6月28日 | キングストン       |                |
| 100m | 10秒03w (+2.8) | 2007年5月27日 | ポートオブスペイン | 追い風参考記録 |
| 200m | 20秒06 (-0.4)  | 2007年8月29日 | 大阪               |                |

## 主要大会成績
備考欄の記録は当時のもの
| 年   | 大会                                     | 場所             | 種目    | 結果    | 記録          | 備考           |
| ---- | ---------------------------------------- | ---------------- | ------- | ------- | ------------- | -------------- |
| 2000 | 中央アメリカ・カリブ ジュニア選手権 (en) | サンフアン       | 100m    | 優勝    | 10秒56 (+0.4) |                |
| 2000 | 中央アメリカ・カリブ ジュニア選手権 (en) | サンフアン       | 4x100mR | 優勝    | 40秒39 (1走)  |                |
| 2000 | 世界ジュニア選手権                       | サンティアゴ     | 200m    | 6位     | 21秒06 (+1.3) |                |
| 2000 | 世界ジュニア選手権                       | サンティアゴ     | 4x100mR | 5位     | 40秒07 (4走)  |                |
| 2001 | カリフタゲームズ (U20) (en)              | ブリッジタウン   | 100m    | 3位     | 10秒49 (0.0)  |                |
| 2001 | カリフタゲームズ (U20) (en)              | ブリッジタウン   | 4x100mR | 2位     | 40秒34 (2走)  |                |
| 2004 | 北中米カリブU23選手権 (en)               | シェルブルック   | 100m    | 予選    | 12秒73 (0.0)  |                |
| 2007 | パンアメリカン競技大会 (en)              | リオデジャネイロ | 200m    | 2位     | 20秒38 (+0.8) |                |
| 2007 | 世界選手権                               | 大阪             | 200m    | 6位     | 20秒28 (-0.8) |                |
| 2007 | 世界選手権                               | 大阪             | 4x100mR | 2位     | 37秒89 (1走)  | ジャマイカ記録 |
| 2008 | オリンピック                             | 北京             | 200m    | 2次予選 | DNF           |                |
| 2011 | 世界選手権                               | 大邱             | 200m    | 予選    | 21秒09 (-1.1) |                |